# Amroha (distrikt)
Amroha är ett distrikt i den indiska delstaten Uttar Pradesh, och hade 1 499 068 invånare år 2001 på en yta av 2 320,5 km². Det ger en befolkningsdensitet på 646,01 inv/km². Den administrativa huvudorten är Amroha. De dominerande religionerna i distriktet är Hinduism (59,89 %) och Islam (39,38 %).
Fram till 2012 hette distriktet Jyotiba Phule Nagar.

## Administrativ indelning
Distriktet är indelat i tre kommunliknande enheter, tehsils:
- Amroha, Dhanaura, Hasanpur

## Städer
Distriktets städer är huvudorten Amroha samt Bachhraon, Dhanaura, Gajraula, Hasanpur, Joya, Naugawan Sadat, Ujhari
Urbaniseringsgraden låg på 24,56 procent år 2001.